# Vincent Fernandez
Vincent Fernandez (ur. 31 stycznia 1975 w Saint-Germain-en-Laye) – francuski piłkarz występujący na pozycji bramkarza. 

## Kariera klubowa
Fernandez karierę rozpoczynał w 1994 roku w zespole Paris Saint-Germain, grającym w Division 1. W styczniu 1995 roku został wypożyczony na półtora roku do drugoligowego LB Châteauroux. Następnie wrócił do PSG i 15 września 1996 w wygranym 1:0 meczu z AS Cannes, zadebiutował w Division 1. W sezonie 1997/1998 zdobył z zespołem Puchar Francji oraz Puchar Ligi Francuskiej.
W 1998 roku Fernandez odszedł do także pierwszoligowego FC Sochaux-Montbéliard. W sezonie 1998/1999 spadł z nim do Division 2, ale w sezonie 2000/2001 awansował z powrotem do Division 1. Barwy Sochaux reprezentował tam przez rok. W 2002 roku przeszedł do klubu RC Strasbourg, również grającego w pierwszej lidze. Spędził tam dwa sezony, a potem odszedł do drugoligowego LB Châteauroux. Grał tam do końca kariery w 2012 roku.
W Ligue 1 rozegrał 238 spotkań.

## Kariera reprezentacyjna
W 1996 roku Fernandez jako członek kadry U-23 wziął udział w Letnich Igrzyskach Olimpijskich, zakończonych przez Francję na ćwierćfinale. 
W pierwszej reprezentacji Francji nie rozegrał żadnego spotkania.